# Kreminna Bałka
Kreminna Bałka (ukr. Кремінна Балка) – wieś na Ukrainie, w obwodzie donieckim, w rejonie pokrowskim, w hromadzie Kurachowe. W 2001 liczyła 41 mieszkańców.